# Виноградовский сельский округ (Воскресенский район)
Виноградовский сельский округ — упразднённая административно-территориальная единица, существовавшая на территории Воскресенского района Московской области в 1994—2006 годах.
Алёшинский сельсовет был образован в первые годы советской власти. По данным 1919 года он входил в состав Ашитковской волости Бронницкого уезда Московской губернии.
В 1926 году Алёшинский с/с был присоединён к Ашитковскому с/с, но позднее восстановлен.
В 1926 году Алёшинский с/с включал 1 населённый пункт — село Алёшино.
В 1929 году Алёшинский с/с был отнесён к Ашитковскому району Коломенского округа Московской области.
31 августа 1930 года Ашитковский район был переименован в Виноградовский, а Алёшинский с/с — в Виноградовский сельсовет.
17 июля 1939 года к Виноградовскому с/с был присоединён Слободско-Алёшинский сельсовет (селение Алёшино).
15 февраля 1952 года из Щельпинского с/с в Виноградовский было передано селение Исаково.
7 декабря 1957 года Виноградовский район был упразднён и Виноградовский с/с вошёл в состав Воскресенского района.
27 августа 1958 года к Виноградовскому с/с был присоединён Фаустовский сельсовет.
12 декабря 1959 года из Виноградовского с/с в Михалевский с/с были переданы Центральная усадьба и жилой посёлок совхоза «Фаустово».
1 февраля 1963 года Воскресенский район был упразднён и Виноградовский с/с вошёл в Люберецкий сельский район. 11 января 1965 года Виноградовский с/с был возвращён в восстановленный Воскресенский район.
3 февраля 1994 года Виноградовский с/с был преобразован в Виноградовский сельский округ
23 апреля 1997 года село Виноградово было присоединено к посёлку Виноградово.
В ходе муниципальной реформы 2004—2005 годов Виноградовский сельский округ прекратил своё существование как муниципальная единица. При этом все его населённые пункты были переданы в сельское поселение Ашитковское.
29 ноября 2006 года Виноградовский сельский округ исключён из учётных данных административно-территориальных и территориальных единиц Московской области.